# Mohamed ibn Abdelkabir al-Kettani
Pour les articles homonymes, voir Kettani.
 (novembre 2018).
Si vous disposez d'ouvrages ou d'articles de référence ou si vous connaissez des sites web de qualité traitant du thème abordé ici, merci de compléter l'article en donnant les références utiles à sa vérifiabilité et en les liant à la section « Notes et références ».
Mohamed ibn Abdelkabir al-Kettani (arabe : محمد بن عبد الكبير بن أحمد بن علي الكتاني) est né en 1873 à Fès et mort en 1909 dans les prisons du sultan Moulay Abd al-Hafid.
Il intègre très jeune la Quaraouiyine. Il était versé dans la science de la charia et dans la voie mystique. Il fait partie d'une famille de lettrés et appartient à la Zaouia al-Kettaniyya alors toute récente mais dont l'expansion est fulgurante. Le makhzen s'en inquiètera et y voit une tentative de restauration de la dynastie Idrisside. Il critiquera ouvertement le sultan et sera sauvé de la condamnation par le alem Maâ El Aïnine. Au tout début du XXe siècle, les assauts coloniaux et la vie ostentatoire du sultan Moulay Abdelaziz feront émerger un ensemble d'oulémas qui s'érigeront en opposition cléricale autour de Kettani. Elle aura pour effet la déposition du sultan Moulay Abdelaziz en 1908, alors attaqué de toutes parts, notamment par le rebelle Bou Hmara. Kettani conteste la bay'a (allégeance) rédigée par les ouléma de Fès. Il exige une nouvelle bay'a assortie de nouvelles conditions, ce qui finira par sceller le sort de Kettani.